# カマたく
カマたく（1988年12月17日 - ）は、日本のゲイバー店員、YouTuber、インフルエンサー。

## 経歴
2018年9月頃、友人の勧めでXに「16年間、体を売っていた」と告白した動画を投稿した後、寝て起きたら3万人くらいフォロワーが増えるほどバズった。その後、マナーのなってない喫煙者やコンビニ店員への態度が悪い客へのイライラをぶちまける動画は現在も大きな反響を呼んでいる。
普段は歌舞伎町のゲイバー店員として勤務しており、お酒が飲めない為シラフで接客している。
中学1年生の頃、酒乱や家庭内暴力の酷い父親に売られたことがきっかけで、2018年1月までゲイ向け風俗店で働いていた経験がある。売春で稼ぎ出すと父親はほぼ暴力を振るわなくなったが、父親の死後稼いだお金は借金返済にあまり使われていなかったことが判明した。

## 著書
- 頑張らなくても意外と死なないからざっくり生きてこ（KADOKAWA、2020年4月30日）
- お前のために生きてないから大丈夫です カマたくの人生ざっくり相談室（KADOKAWA、2021年3月17日）
- お前は私じゃないし、私はお前じゃない～悩みが0になる人間関係術（大和書房、2024年2月7日）